# Trnava (Osječko-baranjska županija)
 Ovo je glavno značenje pojma Trnava (Osječko-baranjska županija). Za druga značenja pogledajte Trnava.
Trnava je općina u Hrvatskoj. Nalazi se u Osječko-baranjskoj županiji.

## Zemljopis
Općina Trnava prostire se na 83 km2, ima 1.900 stanovnika (2001.) u oko 600 domaćinstava. Šest naselja čine ovu općinu: Dragotin, Kondrić, Hrkanovci Đakovački, Lapovci, Svetoblažje i sjedište općine Trnava u kojoj živi 703 stanovnika.

## Stanovništvo
| broj stanovnika | 1690  | 2249  | 2135  | 2335  | 2546  | 2950  | 3023  | 3926  | 3671  | 3665  | 3416  | 2846  | 2562  | 2206  | 1900  | 1600  | 1251  |
|                 | 1857. | 1869. | 1880. | 1890. | 1900. | 1910. | 1921. | 1931. | 1948. | 1953. | 1961. | 1971. | 1981. | 1991. | 2001. | 2011. | 2021. |

| broj stanovnika | 537   | 808   | 819   | 930   | 926   | 1031  | 1067  | 1144  | 1255  | 1208  | 1092  | 894   | 780   | 725   | 703   | 630   | 524   |
|                 | 1857. | 1869. | 1880. | 1890. | 1900. | 1910. | 1921. | 1931. | 1948. | 1953. | 1961. | 1971. | 1981. | 1991. | 2001. | 2011. | 2021. |

## Povijest
Prvi pisani dokumenti o Trnavi su iz 1332. godine. Dragotin kao župa spominje se i ranije. Na blagdan sv. Vinka obilježava se Dan općine Trnava. Od 1912. u Trnavi djeluje gospodarsko imanje Milosrdnih sestara Sv. Križa - vinograd i voćnjak.

## Šport
- NK Dinamo Trnava (3. ŽNL Osječko-baranjska, NS Đakovo, 2008./09.)

## Kultura
Općina Trnava poznata je po manifestaciji vina i narodnih plesova - bonaviti.
Svake godine ondje se okupe brojni vinogradari kako bi predstavili svoja vina koja se mogu i kušati te za to dobiju priznanja, plakete i pehare (svatko po zasluzi).
S nekoliko prekida, od 1960-ih godina u Trnavi djeluje Kulturno umjetničko društvo Brđani.